# Публий Аврелий Пекуниола
Публий Аврелий Пекуниола (лат. Publius Aurelius Pecuniola; III век до н. э.) — римский военачальник из плебейского рода Аврелиев, военный трибун в 252 году до н. э., во время Первой Пунической войны. Он служил в армии своего родственника, консула Гая Аврелия Котты, осаждавшей Липару. Отправившись в Мессану для совершения ауспиций, Котта назначил Пекуниолу командующим на время своего отсутствия. Тот в нарушение приказа повёл армию на штурм города, был отбит с тяжёлыми потерями, и липарцы даже захватили римский лагерь. По возвращении консул разжаловал Публия в рядовые и приказал выпороть.